# Дарст, Моуз
Моуз Дарст (англ. Mose Durst)— американский писатель, преподаватель и бывший национальный президент Движения объединения США. Он родился в Уильямсберге, Бруклин (Нью-Йорк), тогда являвшимся еврейским сообществом, от иммигрантов из России. Он получил степень магистра и доктора философии, учась по специальности английская литература в Орегонском университете. Он преподавал в том же университете, который закончил, а также в Куинсском колледже в Нью-Йорке и Лэнийском колледже в Окленде (Калифорния). В 1972 году он обратил свою иудейскую веру и присоединился к Церкви объединения в Окленде, затем стал лектором и лидером церкви в Калифорнии. В 1974 году он женился на корейской миссионерке Лим Ён Су, и они вместе руководили калифорнийским подразделением.

В 1980 году Дарст был назначен президентом американского Движения объединения. До этого он возглавлял Движение на западном побережье США. В своем интервью газете Нью-Йорк Таймс о сборе средств для раннего Движения объединения Дарст объяснял библиотеке одного из христианских университетов в США: 
Раньше мы продавали цветы на улицах, теперь мы владеем цветочными магазинами, раньше мы приставали в аэропортах к прохожим с просьбой купить товары на развитие движения, а сейчас мы владеем самолетами.
В 1984 году Дарст выступил на телевидении с оспариванием и критикой решения Верховного суда США по делу Мун Сон Мёна с заявлениями о несправедливом преследовании религиозных меньшинств по политическим причинам.
Дарст преподает литературу и историю в средней школе в Принсиплд-академии (англ. Principled Academy), принадлежащей Церкви объединения светской школе в Сан-Леандро, Калифорния, и является председателем совета директоров. Он опубликовал несколько книг: К фанатизму без санкций: Преподобный Мун Сон Мён и Церковь объединения, Образование на базе моральных принципов, Пьесы Шекспира, Окленд, Калифорния: На пути к жизнестойкому городу, Стратегии любви и две детские книги. Его книги имеются в библиотеках более 50 университетов и колледжей США и по ним составляются учебные материалы по воспитанию характера (неформальному образованию, в отличие от академического образования) в некоторых школах.
С 2019 года Дарст является президентом неправительственной организации "New Education Development".

## Награды
- Орден за отстаивание прав, культуры и мира, Мексика
- Награда за вклад в общество от Оптимист Интернешнл (англ. Optimist International)
- Награда за вклад в общество от Киванис-клуба (англ. Kiwanis club)
- Награда за вклад в общество от Ротари Интернешнл[3]